# Reinhard Buchhorn

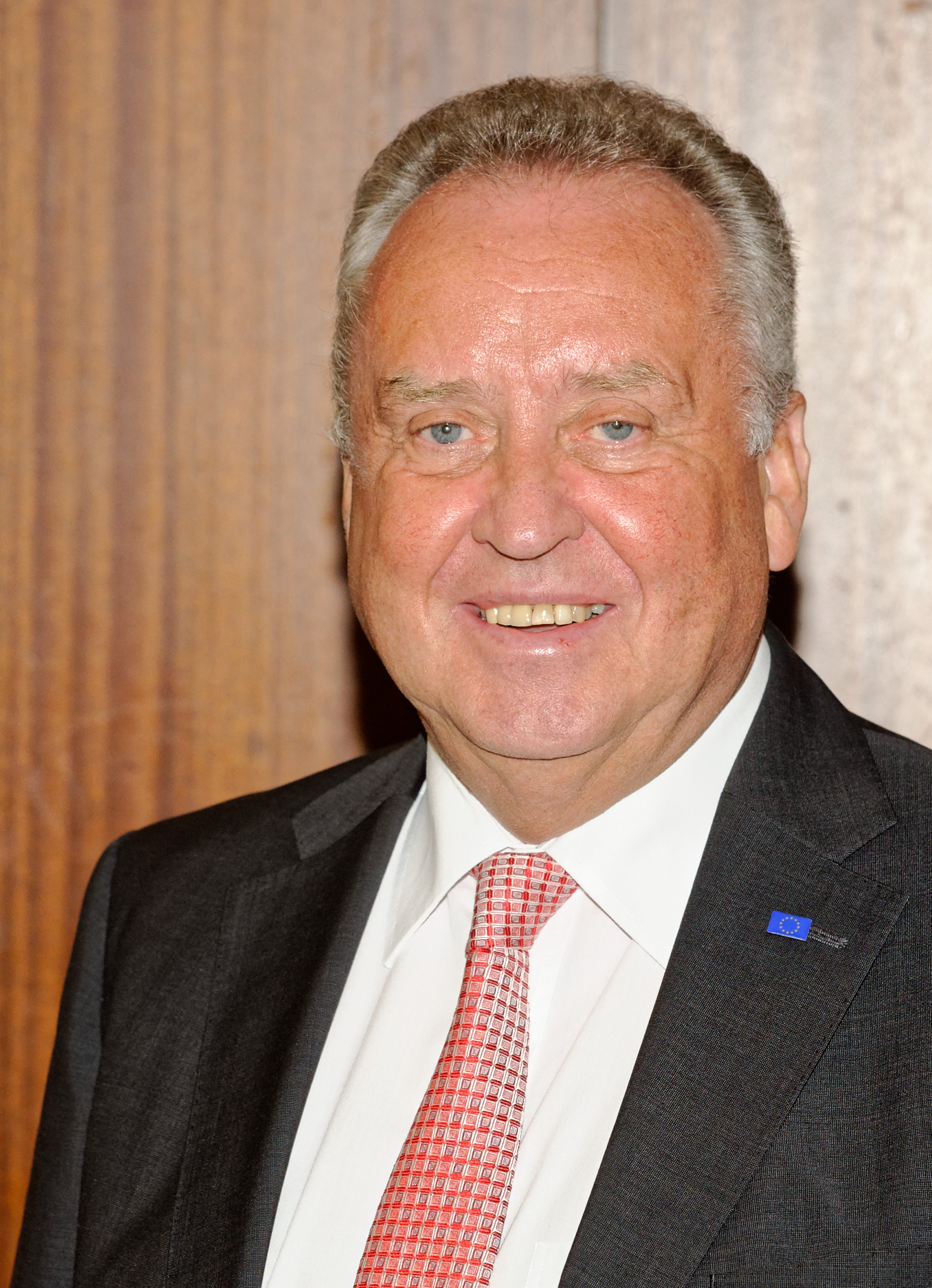
Reinhard Buchhorn (2015)

Reinhard Alfred Buchhorn (* 14. November 1946 in Gedhus, Dänemark) ist ein deutscher Politiker der CDU. Von 2009 bis 2015 war er Oberbürgermeister der Stadt Leverkusen.

## Leben
Reinhard Buchhorn zog im Jahr 1949 nach Bremen, dort schloss er nach seinem Schulabschluss eine Lehre zum Werkzeugmacher ab. Danach war er bei der Bundeswehr beschäftigt und erreichte auf dem zweiten Bildungsweg seinen Realschulabschluss. Von 1968 bis 1979 verpflichtete sich Buchhorn als Soldat der Deutschen Bundeswehr. In den folgenden Jahren machte er eine Bürokaufmannslehre und wurde Diplom-Verwaltungswirt. Von 2004 bis 2009 war er Geschäftsführer der Arbeitsgemeinschaft Leverkusen. Von 2006 bis 2009 war er Vorsitzender der Christlich Demokratischen Union Deutschlands (CDU) im Leverkusener Stadtteil Schlebusch. Von 2007 bis 2009 war er Stellvertretender Vorsitzender der Leverkusener CDU. Buchhorn ist seit November 2007 stellvertretender Vorsitzender des CDU-Kreisverbandes Leverkusen. Er war seit 2009 Leverkusener Oberbürgermeister. Im bisher SPD-regierten Leverkusen wurde er als gemeinsamer Kandidat von CDU und FDP für sechs Jahre mit 39,9 Prozent knapp gewählt. 2015 trat er zur Wiederwahl an. Bei der Wahl am 13. September 2015 verlor er jedoch mit 29,8 % der Stimmen gegenüber dem SPD-Kandidaten Uwe Richrath, der 51,2 % auf sich vereinen konnte.
Seit 2010 ist Buchhorn Beirat des Kreisverbands Leverkusen der Europa-Union Deutschland.
In seiner zweiten Ehe hat er drei Kinder.